# Pedro II da Rússia
Pedro II (São Petersburgo, 23 de outubro de 1715 – Moscou, 30 de janeiro de 1730) foi o Imperador da Rússia de 1727 até sua morte em 1730. Era o único filho de Aleixo Petrovich, Czarevich da Rússia com sua esposa a princesa Carlota Cristina de Brunsvique-Volfembutel, sendo assim neto do imperador Pedro I e enteado de Catarina I.
Seu avô, Pedro I, sempre o ignorou. Os seus primeiros governantes foram a esposa de um alfaiate e um taberneiro dinamarquês. Um marinheiro chamado Norman ensinou-lhe o essencial da navegação e, quando mais velho, passou para os cuidados de um refugiado húngaro, Janos Zeikin, que teria sido um professor responsável.
Durante o reinado de Catarina I, Pedro era muito ignorado, mas logo após a morte de Catarina, ficou claro para muitos que Pedro deveria subir ao trono o mais rápido possível. A maior parte da nação e três quartos da nobreza estavam do seu lado. Outra pessoa também ambicionava o trono, o seu tio, Imperador Carlos VI. Após um acordo entre Alexandre Danilovitch Menchikov e o conde Andrei Osterman, em 18 de maio de 1727, Pedro II, de acordo com o desejo de Catarina I, foi proclamado soberano autocrata.
O senado e o comitê de conselheiros prestaram juramento imediatamente. A educação do jovem príncipe foi confiada ao vice-chanceler Ostermann. Menshikov, que alojou Pedro II no seu próprio palácio, na ilha de Vassiliev, procurou casá-lo com sua filha, Maria, mas o plano foi frustrado com sua queda (21 de setembro de 1727). Pedro então ficou sob responsabilidade do príncipe Vasili Lukich Dolgorukov, que o levou de São Petersburgo para Moscou. Foi coroado em 25 de fevereiro de 1728 e, pouco depois, ficou noivo da sobrinha de seu mentor, princesa Catarina Dolgorukova. O casamento ocorreu em 30 de janeiro de 1730, mas naquele mesmo dia faleceu de varíola. É o único imperador russo que teve a honra de ser enterrado no Kremlin.
Com a morte de Pedro, a linhagem masculina da Dinastia Romanov termina, sendo então sucedido por Ana Ivanovna, filha de meio-irmão de Pedro o Grande, Ivan V.